# Белорусская экстралига в сезоне 2024/2025
Белорусская экстралига в сезоне 2024/2025 - 33 - й розыгрыш Открытого чемпионата Беларуси по хоккею с шайбой среди мужских команд. В нем приняли участие 14 команд - 13 белорусских и одна российская команда. В 11-й раз чемпионом стала команда Юность-Минск. 

## Предсезонные матчи
Перед началом сезона белорусские клубы приняли участие в следующих турнирах: Кубке Салея и Турнире памяти А.И. Дубко в Гродно. Обладателем кубка Салея в 7-й раз стал ХК Юность-Минск.Впервые в истории белорусского хоккея российский клуб -участник экстралиги Славутич выиграл свой первый трофей после возрождения. 
| Дата                | Турнир |       |
| ------------------- | --- | ----- |
| 25 — 27 июля        | \| Турнир памяти Дубко \| Турнир памяти Дубко \| Турнир памяти Дубко \| \| Место \| Команда \| Очков \| \| ------------------- \| ------------------- \| ------------------- \| \| 1 \| Хк Славутич \| 4 \| \| 2 \| Хк Брест \| 3 \| \| 3 \| Хк Неман \| 3 \| \| 4 \| Хк Шахтёр \| 2 \| |       |
| Турнир памяти Дубко | |       |
| Место               | Команда | Очков |
| 1                   | Хк Славутич | 4     |
| 2                   | Хк Брест | 3     |
| 3                   | Хк Неман | 3     |
| 4                   | Хк Шахтёр | 2     |

## Регламент соревнований
Регулярный чемпионат стартовал 7 сентября 2024 года и завершился 25 февраля 2025 года. Каждая команда провела по 52 матча, всего было запланировано 364 игры, общее число игровых дней — 110.  В регулярном чемпионате запланированы три паузы:
с 4 по 11 ноября 2024 года; 
с 9 по 15 декабря 2024 года; 
с 3 по 9 февраля 2025 года. 
Квалификационные матчи прошли с 28 февраля по 5 марта 2025 года, игры плей-офф стартовали  8 марта и завершились 21 апреля.  В финальной серии победу одержал ХК Юность, обыграв ХК Витебск со счетом 4:3.

## Участники
Клубы Экстралиги в сезоне 2024/2025 годов:
| Клуб                   | Город      | Арена                             | Вместимость |
| ---------------------- | ---------- | --------------------------------- | ----------- |
| Брест (хоккейный клуб) | Брест      | Брестский ледовый дворец спорта   | 2000        |
| Витебск                | Витебск    | Витебский ледовый дворец спорта   | 1900        |
| Гомель                 | Гомель     | Гомельский ледовый дворец спорта  | 2760        |
| Лида                   | Лида       | Ледовый дворец спорта             | 1000        |
| Металлург              | Жлобин     | Ледовый дворец «Металлург»        | 2018        |
| Могилёв                | Могилёв    | Дворец спорта «Могилёв»           | 3048        |
| Неман                  | Гродно     | Ледовый дворец спорта             | 2487        |
| Химик                  | Новополоцк | Дворец спорта и культуры          | 1200        |
| Шахтёр                 | Солигорск  | Спортивно-зрелищный комплекс      | 1759        |
| Юность-Минск           | Минск      | Чижовка-Арена                     | 8807        |
| Динамо-Молодечно       | Молодечно  | Спортивно-развлекательный центр   | 2197        |
| Локомотив              | Орша       | Ледовый дворец спорта             | 3500        |
| Авиатор                | Барановичи | Ледовый дворец спорта             | 2158        |
| Славутич               | Смоленск   | Ледовый дворец спорта "Юбилейный" | 1300        |

## Турнирная таблица
| Место | Клуб                         | И  | В  | ВО | ПО | П  | Г+  | Г–  | Очки |
| ----- | ---------------------------- | -- | -- | -- | -- | -- | --- | --- | ---- |
| 1     | Юность-Минск (Минск)         | 52 | 35 | 3  | 4  | 10 | 177 | 100 | 80   |
| 2     | Витебск (Витебск)            | 52 | 32 | 3  | 6  | 11 | 158 | 102 | 76   |
| 3     | Неман (Гродно)               | 52 | 32 | 5  | 0  | 15 | 171 | 119 | 74   |
| 4     | Гомель (Гомель)              | 52 | 25 | 5  | 11 | 11 | 147 | 104 | 71   |
| 5     | Металлург (Жлобин)           | 52 | 27 | 7  | 2  | 16 | 160 | 133 | 70   |
| 6     | Динамо-Молодечно (Молодечно) | 52 | 25 | 7  | 4  | 16 | 149 | 120 | 68   |
| 7     | Брест (Брест)                | 52 | 19 | 7  | 4  | 22 | 110 | 123 | 56   |
| 8     | Локомотив (Орша)             | 52 | 15 | 11 | 3  | 23 | 126 | 152 | 55   |
| 9     | Химик (Новополоцк)           | 52 | 17 | 4  | 12 | 19 | 118 | 130 | 54   |
| 10    | Славутич (Смоленск)          | 52 | 20 | 5  | 3  | 24 | 138 | 144 | 53   |
| 11    | Шахтёр (Солигорск)           | 52 | 16 | 8  | 5  | 23 | 119 | 123 | 53   |
| 12    | Лида (Лида)                  | 52 | 13 | 4  | 7  | 28 | 100 | 150 | 41   |
| 13    | Могилёв (Могилёв)            | 52 | 13 | 2  | 4  | 33 | 124 | 175 | 34   |
| 14    | Авиатор (Барановичи)         | 52 | 3  | 1  | 7  | 41 | 87  | 227 | 15   |

## Плей-офф

### 1/8 финала
Команды, занявшие места с 7 по 10 разыгрывают две путевки в четвертьфинал. Две команды завершившие сезон на 7 и 8 местах играют с 9 и 10 местом соответственно. Серия играется до 3 -ёх побед. 
| №  | Матч                              | Счет в серии |
| -- | --------------------------------- | ------------ |
| 1. | Локомотив-Орша - Химик Новополоцк | 2- 1         |
| 2. | Брест - Славутич                  | 2- 1         |

### 1/4 финала
| №  | Матч                         | Счет в серии |
| -- | ---------------------------- | ------------ |
| 1. | Юность-Минск -Локомотив Орша | 4 - 0        |
| 2. | Неман - Динамо-Молодечно     | 2 - 4        |
| 3. | Витебск - Брест              | 4- 3         |
| 4. | Гомель - Металлург Жлобин    | 4- 3         |

### 1/2 финала
| №  | Матч                              | Счет в серии |
| -- | --------------------------------- | ------------ |
| 1. | Юность - Минск - Динамо-Молодечно | 4- 0         |
| 2. | Витебск - Гомель                  | 4- 3         |

### Финал
| Клуб         | 1-й матч | 2-й матч | 3-й матч | 4-й матч | 5-й матч | 6-й матч | 7-матч | счёт в серии |
| ------------ | -------- | -------- | -------- | -------- | -------- | -------- | ------ | ------------ |
| Юность-Минск |          | 3 - 1    |          |          | 3 - 1    | 5 - 0    | 5 - 2  | 4 - 3        |
| Витебск      | 2 - 4    |          | 2 - 1    | 4 - 3    |          |          |        | 4 - 3        |

### Комментарии
1. ↑  Клуб принимает участие в  1/8 финала
2. ↑  Клуб принимает участие в  1/8 финала
3. ↑  Клуб принимает участие в  1/8 финала
4. ↑  Клуб принимает участие в  1/8 финала